# Мистер Круэл
«Мистер Круэл» (англ. Mr. Cruel, дословно — Мистер Жестокий) — австралийский с Ингушскими корнями серийный насильник детей, который напал и изнасиловал трёх девочек в северном и восточном пригородах Мельбурна в конце 1980-х и начале 1990-х годов, а также является главным подозреваемым в похищении и убийстве четвёртой девочки. В последующем газетном заголовке преступнику дали имя «Мистер Круэл» — имя, принятое остальными средствами массовой информации.
Его личность так и не была установлена, а три подтверждённых нападения и подозрения в убийстве остаются нераскрытыми. За два похищения полагается вознаграждение в размере 200 000 долларов. В апреле 2016 года, спустя 25 лет после похищения и убийства Кармейн Чан в 1991 году, полиция Виктории увеличила вознаграждение за информацию, которая бы привела к аресту и, как следствие, суду над Мистером Круэлом, с 100 000 до 1 000 000 долларов.
Полиция описывает его как очень умного человека. Он тщательно планировал каждое нападение, осуществлял наблюдение за своей жертвой и её семьей, следил за тем, чтобы не оставлять следов криминалистам, защищал свою личность, постоянно закрывая лицо, и пускал по ложному следу или обманывал, чтобы отвлечь внимание семьи и/или полиции. Он говорил тихо, и его поведение было неторопливым; так, он один раз сделал перерыв во время нападения в одном из домов жертвы, чтобы поесть. Угрожал убить своих жертв большим охотничьим ножом или пистолетом.

## Преступления
- 22 августа 1987 года в Лоуэр-Пленти в 4 часа утра в семейный дом, сняв оконное стекло с окна гостиной, ворвался мужчина, вооружённый ножом и пистолетом, и одетый в балаклаву. Он связал руки и ноги обоих родителей и запер их в шкафу. 6-летнего сына привязал к кровати хирургической лентой, а 11-летнюю дочь (её имя обнародовано не было) изнасиловал, но перед этим отвёл её в ванную, где умыл. Со слов девочки, насильник, даже узнав её имя, часто путался и называл её Кэти. В какой-то момент он прервался и сделал телефонный звонок, в процессе которого угрожал собеседнику (позже полиция обнаружила, что звонок был постановочным и Мистер Круэл только делал вид, что с кем-то разговаривает, потому что телефонные провода были перерезаны[9]). Затем насильник ушёл на кухню, где перекусил, после чего отвёл девочку в гостиную, где снова изнасиловал. Наконец, проведя в доме около двух часов, он связал девочке лодыжки и сказал, что уходит, а она может освободиться после того, как досчитает до ста. Уходя он забрал деньги из хозяйской спальни, несколько пластинок и пальто. В итоге, полиция решила, что нападение было не случайным, потому что за несколько дней до этого в местной газете была опубликована статья о потерпевшей.
- 27 декабря 1988 года в 5:30 утра в Рингвуде Мистер Круэл ворвался через заднюю дверь дома Джона и Джули Уиллс, вооружённый ножом и небольшим пистолетом[7]. Он связал родителей медной проволокой, заткнул им рты и потребовал от них денег. Он разбудил их 10-летнюю дочь Шэрон (с её слов, Мистер Круэл обращался к ней по имени), заклеил ей глаза скотчем, засунул ей в рот кляп и увёл её с собой, предварительно забрав несколько предметов её одежды. Он отвёз девочку в некий дом, где умыл, после чего изнасиловал, а затем накормил (в доме работало радио, поэтому во время трапезы Шэрон узнала, что в данный момент 9 часов утра). Затем он сказал, что оставит Шэрон на некоторое время одну, выключил радио и ушёл. Именно в этот момент девочка смогла осмотреться и увидеть часть комнаты, в которой она находилась. Как она вспоминала, на протяжении всего времени, что она провела в этом доме, она неоднократно слышала гул низко летящего самолёта, поэтому полиция предположила, что дом находится в районе посадочной траектории мельбурнского аэропорта. Вернувшись, он снова изнасиловал её, после чего умыл, надел на неё одежду, которую украл из их дома и завернул в мусорные мешки. Он отвёл девочку в машину (со слов Шэрон, та не сразу завелась и Мистер Круэл намекнул, что это потому, что она угнана), на которой отвёз её на территорию средней школы Бейсуотер, в 6 километрах от её дома. Он положил девочку на землю и объяснил как добраться до ближайшего магазина, после чего попросил не вставать, пока он не уедет. Позже Шэрон была обнаружена бредущей по Орчард-роуд. Всего Шэрон провела в заложниках 18 часов[9]. Как и предыдущая жертва, за несколько месяцев до похищения Шэрон была фигурантом статьи в местной газете с её фотографией.
- 3 июля 1990 года в 11:32 вечера в Кентербери преступник ворвался в дом семьи Линас, где в тот момент находились только дочери хозяев — 13-летняя Никола и 15-летняя Фиона (их родители той ночью в доме отсутствовали). Он отвёл их в спальню родителей и сказал, что ищет деньги. Хотя в спальне была сумма денег в 4 000 долларов, Мистер Круэл их не взял. Фиона была связана и оставлена на кровати родителей, а Николу преступник отвёл в её комнату. Там он обыскал ящики и взял несколько предметов её одежды (саму Николу он заставил одеть её школьную форму), после чего увёл её с собой, сказав связанной Фионе, что отпустит её сестру, если их отец (старший партнер в международной бухгалтерской фирме) заплатит выкуп в размере 25 000 долларов (спустя 36 часов была организована пресс-конференция, где отец девочки заявил о готовности заплатить выкуп, однако преступник не вступил в переговоры). Он увёз Николу на арендованной её родителями машине, которую бросил спустя километр (перед этим он 10 минут бесцельно разъезжал по городу) и пересел на другой автомобиль. После этого он привёз девочку в некий дом, где действовал по тому же сценарию, что и в случае с Шэрон Уиллс (Никола вспоминала, что он называл её Мисси и явно фантазировал, что она его жена). Обстановка, которая смогла увидеть Никола, совпадала по описанию с той же, что видела Шэрон, что означало, что девочки находились в одном и том же доме. Как и Шэрон, Никола слышала работающее в доме радио, по которому следила за временем, и неоднократно слышала гул самолётов. Также, с её слов, Мистер Круэл несколько раз уходил в соседнюю комнату, в которую она доступа не имела, и с кем-то там разговаривал, пояснив, что там его друг, но Николе показалось, что в доме кроме них двоих никого не было. Под конец он отвёз Николу в безлюдное место рядом с электро-подстанцией в пригороде Кью, в 5 километрах от дома, положил на землю и аналогично попросил не вставать, пока он не уедет. Никола Линас провела в заложниках около 50 часов[9].

### Подозрения
- 13 апреля 1991 года в Темплстоу вечером 13-летняя Кармейн Чан (которая училась в той же школе, что и Линас) присматривала за своими младшими сёстрами, Карли и Карен, пока их родители отсутствовали[10]. В 8 вечера к ним в дом ворвался мужчина, который, исходя из описания сестёр Кармейн, был одет в точности как Мистер Круэл. Он запер Карен и Карли в шкафу и увёл с собой Кармейн. Уходя, он оставил на машине их матери две надписи (использовал баллончик с краской) странного содержания: «payback, Asian drug dealer» (карма, азиатский наркодилер) и «more to come» (всё ещё впереди): никакого отношения к семье Чан надписи не имели. Полиция пришла к выводу, что преступник долго следил за семьёй, потому что знал, что именно в этот вечер дети будут дома одни. Далее наступило затишье, из-за чего мать девочки даже написала похитителю открытое письмо. 9 апреля 1992 года скелетированые останки Кармейн были найдены на свалке в районе Эдгарс-Крик (в 20 километрах от дома). Она была убита тремя выстрелами в голову. Полиция не смогла прийти к единому выводу, что это преступление совершил Мистер Круэл[11]. Детектив Крис О’Коннор на вопрос журналиста в 2013 году о том, совершил ли это Мистер Круэл, сказал, что полиция располагает слишком минимальной информацией о нём и поэтому точный ответ на этот вопрос дать не может[12].

## Расследование
Считается, что Мистер Круэл записал на видео или, возможно, сфотографировал свои нападения, потому что Шэрон Уилс и Никола Линас, описывая комнату, в которой их держали, упоминали наличие в ней штатива с камерой. Детективы предполагают, что если преступник всё ещё жив, то он сохранил плёнки и/или фотографии и всё ещё будет их собирать и, возможно, обменивать их на другую детскую порнографию. Они говорят, что Мистер Круэл почти наверняка продолжает собирать порнографию через Интернет и может общаться с детьми через чаты. Он планирует свои преступления — например, похищая Николу Линас он сказал ей, что освободит её ровно через 50 часов, что он и сделал.
14 декабря 2010 года полиция Виктории объявила, что была создана новая оперативная группа примерно восемь месяцев назад после получения новых существенных разведданных. Новая целевая группа рассматривает как результаты расследования, проведенного целевой группой по спектру, так и некоторые новые версии, появившиеся примерно в течение последнего года.
Полиция обыскала 30 000 домов и опросила 27 000 подозреваемых в связи с этими нападениями, что обошлось в 4 миллиона долларов. Также, за информацию, которая бы привела к поимке Мистера Круэла, было назначено вознаграждение в размере 300 000 долларов. Полиция признала, что некоторые улики, найденные на месте преступления в то время, исчезли. Одним из недостающих предметов является лента, использовавшаяся в связывании одной из жертв, которая могла бы предоставить образцы ДНК Мистера Круэла с использованием новых криминалистических технологий.
В апреле 2016 года, в преддверии 25-й годовщины убийства Кармейн, полиция Виктории опубликовала досье 1994 года (прозванное «Sierra files») в газете Herald Sun, содержащее детальные подробности дела, которые ранее не были обнародованы. Досье, подготовленное при содействии ФБР, содержало информацию о семи возможных подозреваемых. В газете сообщила, что они узнали имена этих подозреваемых, а также попытались связаться с ними для получения информации, причём с разной степенью успеха. Впоследствии полиция Виктории увеличила вознаграждение за информацию до 1 миллиона долларов.

## Ранние преступления
В различных СМИ неоднократно появлялись сообщения, что Мистер Круэл мог действовать ещё до 1987 года. В телевизионном документальном фильме 2019 года детектив Крис О’Коннор сказал, что во время расследования выдвигалась версия, что жертв Мистера Круэла действительно могло быть больше. Первая задокументированная жертва была в 1985 году. Во время нападения злоумышленник сказал ей: «моё право, моя свобода куда важнее, чем твоя жизнь».